# Castiglione delle Stiviere
Castiglione delle Stiviere est une commune de la province de Mantoue, dans la région Lombardie, en Italie.

## Géographie

### Hameaux
Astore, Gozzolina, Grole, San Vigilio.

### Communes limitrophes
Calcinato, Carpenedolo, Castel Goffredo, Lonato del Garda, Medole, Montichiari, Solférino.

## Histoire
Bataille de Castiglione (1706) durant la guerre de Succession d'Espagne.

## Administration
| Période                     | Période  | Identité     | Étiquette     | Qualité |
| --------------------------- | -------- | ------------ | ------------- | ------- |
| 2017-2022 (deuxième mandat) | En cours | Enrico Volpi | Nous, modérés |         |

### Jumelages
Castiglione delle Stiviere est jumelée avec :
- Barentin.